# Ел Ахтал ел Таглиби
Ахтал (Гијат ибн Гавт ел Таглиби ел Ахтал) (н.е. 640-710) био је арапски песник који је ужиаво репутацију једног од најпознатијих арапских песника у доба Омајадског Калифата. Потицао је из племена Тагхлиб у Месопотамији, па је, попут њих, по вјери био хришћанин. О његовом личном животу се не зна много, осим да се једном оженио и раводио, да је учествовао у племенским сукобима и у њима користио свој дар за сатиру; део живота је провео у Дамаску. Био је умешан у супарништво својих савременика Џарир ибн Атијаха и Фараздака, при чему је подржавао потоњег. Њих тројица су сматрани највећим песницима свога доба.